# 正面跳び
正面跳び（しょうめんとび）は、陸上競技の走高跳における跳躍の仕方の一種。はさみ跳びともいう。ハードルを越える動作に近い。
バーに対して垂直に助走し、ハードルを跳び越える際と同様に足を大きく開いて飛び上がり、さらに上体を捻ったり倒したりする。バーを越える時、体は横を向き、上体は前屈あるいは横（進行方向に対して後ろ）に傾く。最も初歩的で古くから用いられていた跳躍法。
ベリーロールの登場により影が薄まり、現在は背面跳びの登場によって完全に過去の跳躍法となっている。